# Rhododendron mechukae
Rhododendron mechukae är en ljungväxtart som beskrevs av A.A.Mao och A.Paul. Rhododendron mechukae ingår i släktet rododendron, och familjen ljungväxter. Inga underarter finns listade i Catalogue of Life.